# Берри (герцогство)

Герб

Графство (затем герцогство) Берри — средневековое феодальное владение на территории Франции. В период правления Меровингов входило в состав герцогства Аквитания. В 929 году король Франции Рауль I конфисковал его у герцога Аквитанского. История графства не прослеживается после середины IX века. Предположительно оно было включено в состав королевского домена в это время.

## Графы Беррийские

### Каролингские графы Берри и Буржа
- 766—768: Ремистан Аквитанский (ум.768), граф в половине графства Бурж с 766, сын герцога Аквитании Эда Великого.
- 802—838: Викфред (ум.838), граф Буржа
- до 855: Гумберт (ум.862), граф Буржа
- 872—876: Бозон Вьеннский (844—887), граф Берри
- 876—878: Бернар I Готский (ум.ок.879), граф Берри
- 878—886: Бернар II Плантвелю (841—886), граф Берри
- 886—918: Гильом I Благочестивый (860—918), граф Берри

В 887 году Король Франции Эд отнял у Гильома графство Бурж и передал его своему приближенному Гуго. Однако в сражении в июле 893 года Гильом убил Гуго и вернул себе свои владения.
- 887—893: Гуго I (ум.893), граф Буржа
- 918—926: Гильом II Молодой (ум.926), граф Берри
- 926—927: Акфред I (ум.927), граф Берри
- 927—929: Эбль I Манцер (870—934), граф Берри

В 929 году король Франции Рауль I, желая ослабить власть Эбля, забрал у него графство Берри.

### Виконты Буржа (962—1101)
Существование первого виконта Буржа подтверждается только хартией от 28 июня 1092 г. Если информация, содержащаяся в этой хартии, достоверна (что неизвестно), предполагается, что Готфрид I был пожалован виконтством Бурж в конце IX — начале X века, или ранее, в начале правления Карла III Простова́того, короля западных франков.
- 962—?: Готфрид I Папабос (род.ок. 920)
- ?— ок.1012: Готфрид II Босберас (род.ок. 950), сын предыдущего
- 1012—1037: Готфрид III Благородный (980—1037), сын предыдущего
- 1037—1061: Готфрид IV Ле Мешин (род. 1010), сын предыдущего
- 1061—1070: Этьен I (ок.1012—1070), сын предыдущего
- 1070—1092: Эдельбурга (1067—1096), сестра предыдущего

муж: Жилль II, сир де Сюлли (ум. 1098)
- 1092—1101: Матильда де Сюлли, дочь предыдущей
- 1092—1101: Эд I Юрпен (ум. 1109), муж предыдущей

В 1101 году Эд I Юрпен продал викотство Бурж королю Франции Филиппу I за 60 000 крон, чтобы оплатить расходы, связанные с его участием в Первом крестовом походе.
- с 1101 года — в составе королевского домена

## Герцогство Берри

Герб герцогов Беррийских (после 1376 года).

В октябре 1360 года король Иоанн II Добрый письмом-патентом возвёл графство Берри в герцогство-пэрство Беррийское, которое выделил в качестве апанажа своему третьему сыну Жану Беррийскому, дяде будущего короля Карла VI Безумного. Жан умер в 1416 году, и герцогство вернулось в королевский домен. Далее оно неоднократно снова выделялось в апанаж младшим принцам и принцессам Франции, а также было вдовьей частью некоторых королев. Некоторые короли Франции до своего вступления на престол носили титул герцога Беррийского.

### Герцоги Беррийские
- 1360—1416: Жан I Великолепный (1340—1416), герцог Беррийский с 1360, герцог Овернский, граф Пуатье
- 1416—1417: Жан II Туреньский (1398—1417), герцог Беррийский с 1416, герцог Туреньский, дофин Франции
- 1417—1422: Карл I Победитель (1403—1461), герцог Беррийский в 1417—1422, дофин Франции, впоследствии король Карл VII
- 1461—1465: Карл II Французский (1446—1472), герцог Беррийский в 1461—1465, герцог Нормандский и Гиеньский, сын короля Карла VII
- 1472—1473: Франциск I Французский (1472—1473), герцог Беррийский с 1472, сын короля Людовика XI
- 1498—1505: Жанна I Французская (1464—1505), герцогиня Беррийская с 1498, герцогиня Орлеанская, королева Франции, дочь короля Людовика XI
муж: в 1476—1498 Людовик II Орлеанский (1462—1515), герцог Орлеанский, впоследствии король Людовик XII
- 1517—1549: Маргарита I Ангулемская (1492—1549), герцогиня Беррийская в 1517—1549, герцогиня Алансонская, королева Наваррская, сестра короля Франциска I
1-й муж: с 1509 Карл IV Алансонский (1489—1525), герцог Алансонский, герцог Беррийский (Карл III) по праву жены;
2-й муж: с 1527 Генрих II Наваррский (1503—1555), король Наварры с 1517, герцог Беррийский (Генрих I) по праву жены;
- 1550—1559: Маргарита II Французская (1523—1574), герцогиня Беррийская в 1550—1559, герцогиня Савойская, дочь короля Франциска I
муж: с 1559 Эммануил Филиберт (1528—1580), герцог Савойский, герцог Беррийский по праву жены Старое здание музея Берри в Бурже.

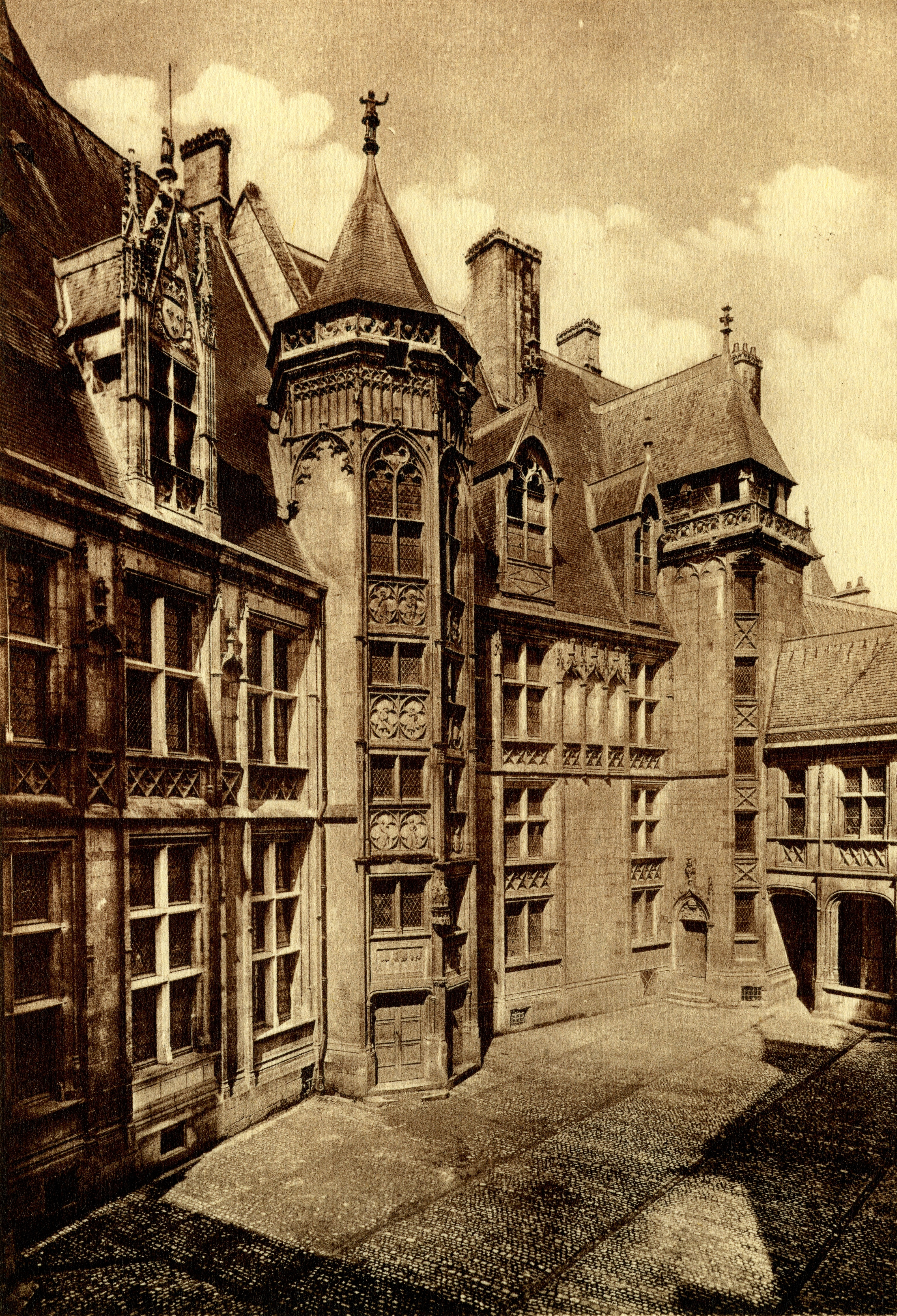
Старое здание музея Берри в Бурже.

- 1566—1574: Генрих III Французский (1551—1589), герцог Беррийский в 1566—1574, герцог Анжуйский, Орлеанский и Бурбонский, впоследствии король Генрих III, сын короля Генриха II, брат королей Франциска II и Карла IX
- 1576: Франциск II Французский (1555—1584), герцог Беррийский в 1576, герцог Анжуйский, Туреньский, Алансонский, Брабантский, граф Фландрский, штатгальтер Нидерландов, сын короля Генриха II, брат королей Франциска II, Карла IX и Генриха III.
- 1576—1589: Елизавета I Австрийская (1554—1592), герцогиня Беррийская в 1576—1589, королева Франции, жена короля Карла IX
муж: с 1570 Карл IX (1550—1574), король Франции
- 1589—1601: Луиза II Лотарингская (1553—1601), герцогиня Беррийская с 1589, королева Франции, жена короля Генриха III
муж: с 1575 Генрих III (1551—1589), король Франции

### Титулярные герцоги Беррийские при Бурбонах
- 1686—1714: Карл IV Французский (1686—1714), герцог Беррийский с 1686, герцог Алансонский, Ангулемский, граф Пуатье, внук короля Людовика XIV
- 1754—1774: Людовик I Французский (1754—1793), герцог Беррийский в 1754—1774, впоследствии король Людовик XVI, внук короля Людовика XV
- 1774—1778: Карл V Французский (1757—1836), герцог Беррийский в 1774—1778, герцог Ангулемский и граф Артуа, впоследствии король Карл X, внук короля Людовика XV, брат королей Людовика XVI и Людовика XVIII, дядя короля Людовика XVII
- 1778—1820: Карл VI Фердинанд (1778—1820), герцог Беррийский с 1778, сын короля Карла X
  - Мария Каролина Бурбон-Сицилийская, вдова предыдущего, в XIX веке была наиболее известна, просто как герцогиня Беррийская, и от имени своего малолетнего сына, графа де Шамбора, претендовала на французский престол.
  - с 2010: Альфонс I, потомок Людовика XIV, сын легитимистского претендента Людовика XX из ветви Испанских Бурбонов